# Tutcheria
Tutcheria es un género con 32 especies de plantas con flores perteneciente a la familia Theaceae.

## Especies seleccionadas
- Tutcheria acutiserrata
- Tutcheria austro-sinica
- Tutcheria brachycarpa
- Tutcheria championi
- Tutcheria greeniae
- Tutcheria hexalocularia